# Renato Brogi
Renato Brogi (Sesto Fiorentino, 25 febbraio 1873 – Fiesole, 25 agosto 1924) è stato un compositore italiano.

## Biografia
Fu sotto l'affettuosa tutela dello zio Augusto Brogi che Renato Brogi ottenne le sue prime nozioni musicali, venendo poi ammesso al Regio Conservatorio di Firenze, nella classe di pianoforte di Ernesto Becucci, dove ottenne il diploma. Sempre grazie al supporto dello stesso zio, Renato si recò successivamente a Milano, dove studiò composizione con Vincenzo Ferroni e si diplomò nel 1893.
Nel 1896 vinse il Concorso internazionale "Steiner" di Vienna con la sua opera La prima notte su libretto di Arturo Franci, su soggetto di una fiaba di Andersen, andata in scena al Teatro Pagliano nel 1898. Grande successo riscosse con l'operetta Bacco in Toscana. 
Il suo secondo lavoro, Oblio, tenuto a battesimo al Teatro della Pergola dal tenore Antonio Paoli, segna l'adesione all'estetica verista.
Un lungo lasso di tempo, ben 16 anni, separa quest'opera dalla successiva. Nel frattempo la produzione di Brogi si amplia nel campo della musica strumentale e corale, ma soprattutto nelle liriche da camera, genere in cui si trova in competizione con Francesco Paolo Tosti, ma anche con Giacomo Puccini, Pietro Mascagni e Ildebrando Pizzetti. Brogi ne compone un gran numero, utilizzando tra l'altro testi di Gabriele D'Annunzio, Giosuè Carducci, Renato Fucini e Enrico Panzacchi. In esse è chiara l'adesione al linguaggio tardoromantico, seppur con aperture all'impressionismo musicale.
Una scorsa alle dediche rende conto dell'ampiezza del suo entourage musicale: spiccano i nomi di Titta Ruffo, celebre baritono pisano, Gemma Bellincioni, la creatrice di Santuzza in Cavalleria Rusticana, Ferruccio Busoni e Consolo. 
Nel 1920 va in scena al Politeama Fiorentino la sua terza opera, Isabella Orsini, affidata alla bacchetta di Vincenzo Bellezza, vantando una positiva recensione di Ildebrando Pizzetti su La Nazione. L'opera viene poi ripresa al Teatro Costanzi di Roma, quindi varca l'oceano e approda a Rio de Janeiro, a San Paolo in Brasile e a Buenos Aires con discreto successo.
Nel 1923 Brogi debutta come compositore d'operetta con Bacco in Toscana e Follie veneziane.
Nell'agosto 1924 un tumore stronca la sua ancor promettente carriera. Bacco in Toscana va in scena postumo nel 1925 al Teatro Reinach di Parma.

## Composizioni significative

### Opera lirica e teatro musicale
- L'oblio, melodramma in tre atti su libretto di Roberto Pio Gatteschi (prima rappresentazione: Firenze, 4 febbraio 1890)
- La prima notte, leggenda lirica in un atto su libretto di Arturo Franci (prima rappresentazione: Firenze, 25 novembre 1898)
- Isabella Orsini, opera (prima rappresentazione: Firenze, 24 aprile 1920)
- Bacco in Toscana, operetta (Firenze, 1923)
- Follie Veneziane, opera (Firenze, 1923)

### Altro
- Visione Veneziana, melodia (testo di Angiolo Orvieto)
- Gotine Gialle, ninna nanna
- Fiorellin d'amore, canzone
- Inno dei redenti, canto e pianoforte (testo di Giuseppe Vingiano)[1]

## Discografia
- Titta Ruffo Edition - Preiser Records 1992 (contiene Visione veneziana)
- Giuseppe Di Stefano, Unreleased Jewels - Radio Suisse Romande
- Piero Cappuccilli in Concert - Bongiovanni
- Lebendige Vergangenheit, Cesare Formichi - Preiser records - (contiene Il volontario e Fior di campo)